# Assedio di Saigon
L'assedio di Saigon fu uno dei principali eventi della campagna di Cocincina (1858 – 1862). Dopo la conquista di Saigon, avvenuta il 17 febbraio 1859 da parte di una flottiglia franco-spagnola al comando dell'ammiraglio francese Charles Rigault de Genouilly, i vietnamiti posero un lungo assedio alla città. Saigon era di grande importanza strategica, sia per le sue risorse agricole, sia perché costituiva la chiave di accesso alla Cocincina.

## Contesto
In seguito al fallimento nel 1857 della missione diplomatica di Charles de Montigny presso la corte annamita di Hué, nel 1858, per ordine di Napoleone III, l'ammiraglio Charles Rigault de Genouilly attaccò il Vietnam. La missione aveva come obiettivo ufficiale quello di fermare la persecuzione dei missionari cattolici nel paese e di assicurare la propagazione senza ostacoli della fede cattolica. Per la sua spedizione in Vietnam, Rigault de Genouilly disponeva di 14 navi da guerra, 1000 fanti di marina francesi e 1000 uomini provenienti dalle guarnigioni spagnole delle Filippine (550 della fanteria spagnola e 450 della fanteria leggera filippina). Il contingente alleato sbarcò nel porto di Tourane (attuale Đà Nẵng) nel settembre 1858, occupando la città dopo un breve bombardamento. Tuttavia, gli alleati furono presto messi sotto assedio dai vietnamiti e, incapaci di avanzare nell'entroterra oltre la protezione dell'artiglieria di cui disponevano, restarono bloccati a Đà Nẵng.

## Conquista di Saigon, 17 febbraio 1859

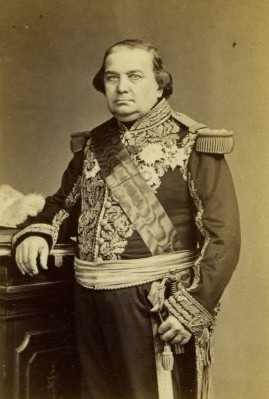
L'ammiraglio Charles Rigault de Genouilly (1807–1873)

Considerata la situazione di stallo venutasi a creare a Đà Nẵng, Rigault de Genouilly decise di colpire i vietnamiti altrove. Prese inizialmente in considerazione la possibilità di una spedizione nel Tonchino, ma poi la scartò. Nel gennaio 1859 propose al ministro della marina Fredinand Hamelin una spedizione in Cochinchina contro Saigon, una città di notevole importanza strategica in quanto situata in una zona agricola fonte di approvvigionamento alimentare per l'esercito vietnamita. La proposta fu approvata e il 2 febbraio 1859, lasciata a Đà Nẵng una piccola guarnigione francese e due cannoniere al comando del capitano di vascello Thoyon, Rigault de Genouilly salpò verso sud diretto a Saigon. La sua forza navale era composta dalle corvette Phlégéton e Primauguet, dalle cannoniere Alarme, Avalanche e Dragonne, dalla nave per il trasporto truppe spagnola El Cano e dalle navi da trasporto Saône, Durance e Meurthe.
Rigault de Genouilly si fermò per cinque giorni nella baia di Cam Ranh, affinché quattro navi di rifornimento lo raggiungessero con il cibo per la spedizione. Il 9 febbraio 1859 riprese la sua navigazione. Il 10 febbraio 1859 la flottiglia alleata bombardò i forti che difendevano il porto di Vũng Tàu (in francese Cap Saint-Jacques), riducendo al silenzio i loro cannoni. Le compagnie di sbarco, una forza mista di soldati francesi e spagnoli sotto il comando del capitano di vascello Reynaud, scesero a terra e si impadronirono dei forti.
Lasciati i trasporti e i bagagli a Vũng Tàu, l'11 febbraio 1859 iniziò il viaggio di cinque giorni sul fiume Saigon. La cannoniera Dragonne avanzanva per prima, seguita dalle altre due cannoniere, dalle due corvette e dalla nave per il trasporto truppe spagnola. Tre compagnie di fanteria marina e due compagnie spagnole, 2000 uomini in tutto, furono distribuiti tra le navi, che rimorchiavano alcune lance. La flottiglia alleata avanzò con cautela, in quanto le correnti erano sconosciute; le navi venivano messe all'ancora tutte le notti. Durante il tragitto le navi francesi e spagnole si fermarono per ridurre al silenzio sei forti posizionati lungo il fiume: squadre di ingegneri sotto il comando del capitano del genio Gallimard furono fatte sbarcare per bruciare le palizzate di legno che collegavano i forti. I vietnamiti si difesero tenacemente: il Dragonne fu colpito da tre palle di cannone, l'Avalanche da sette. Gli invasori, per far sì che il corso del fiume non potesse essere bloccato alle loro spalle dai vietnamiti, misero fuori uso o portarono a bordo delle navi tutti i cannoni che trovarono in ognuno dei forti.

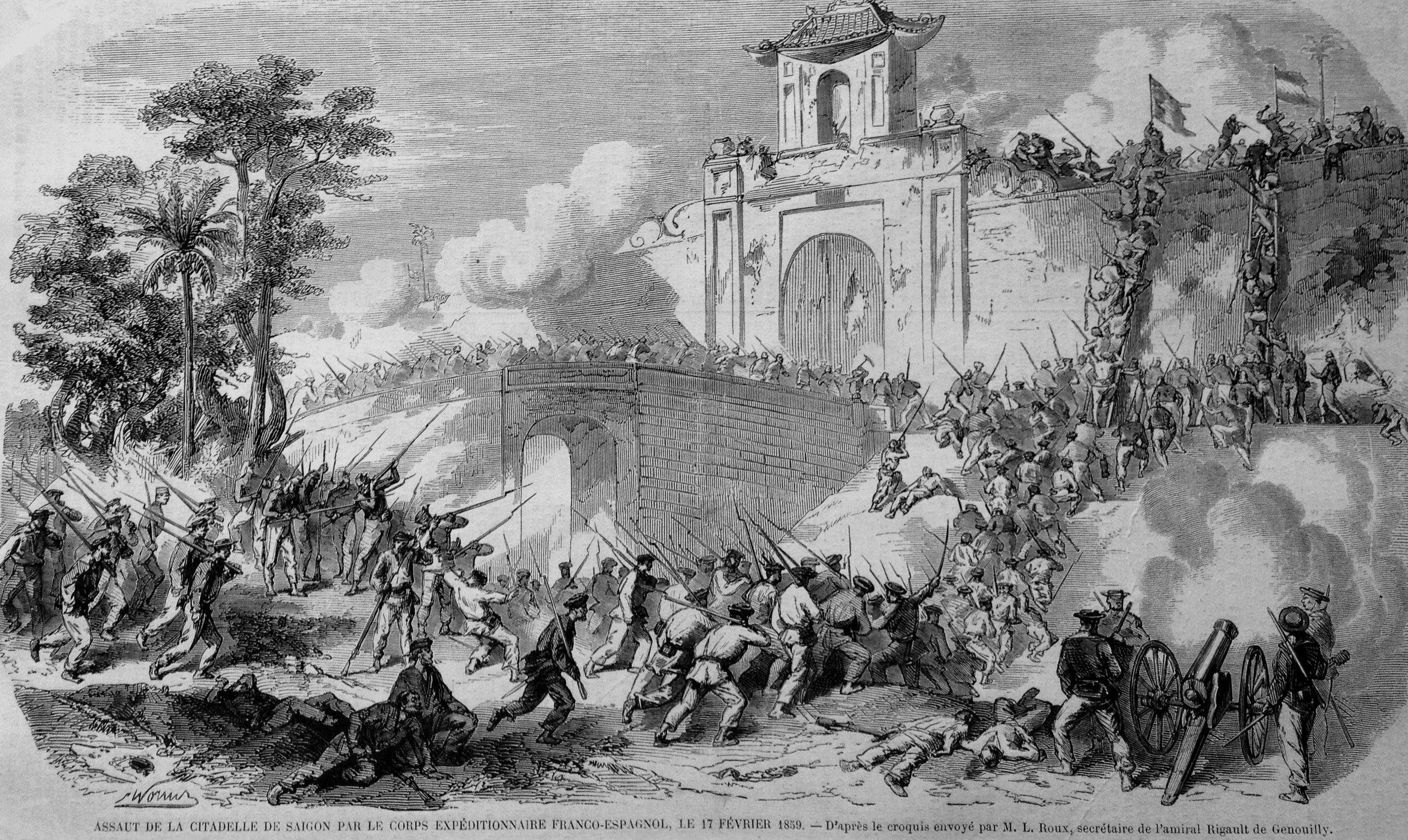
I francesi conquistano Saigon, 1859

La sera del 15 febbraio 1859 la flottiglia (che era stata raggiunta dalla nave da trasporto truppe Prégent) arrivò in vista dei due forti, costruiti dagli ingegneri francesi dell'imperatore Gia Long, che difendevano Saigon da sud. Durante la notte due lance armate furono fatte avanzare per distruggere uno sbarramento costituito da barche legate insieme e riempite di esplosivo. All'alba del 16 febbraio 1859 il Phlégéton, il Primauguet, l'Alarme e l'Avalanche si ancorarono a 800 metri dai due forti. Il canale era così stretto che l'ammiraglio Léonard Charner, dal ponte del Phlégéton, poteva gridare i suoi ordini ai capitani delle altre navi. Il Prégent, il Dragonne e l'El Cano si trovavano un po' più indietro.
La flottiglia alleata aprì il fuoco sui forti vietnamiti e presto aggiustò correttamente il tiro. I tiratori scelti della fanteria di marina, sparando dagli alberi delle navi francesi e spagnole, presero di mira gli artiglieri vietnamiti. I difensori tentarono di rispondere, ma la loro mira era incerta e i francesi e gli spagnoli riuscirono a far cessare il loro fuoco. Le truppe alleate furono fatte sbarcare per dare l'assalto ai forti e alle 8 circa del mattino entrambi i forti furono nelle mani delle truppe spagnole.
Più tardi, nello stesso giorno, il capitano di fregata Jean-Bernard Jauréguiberry, futuro ammiraglio e ministro della marina francese, studiò dall'Avalanche la cittadella di Saigon. La mattina del 17 febbraio 1859 i francesi e gli spagnoli sbarcarono e assaltarono la cittadella: il sergente della fanteria marina des Pallières fu il primo ad entrarvi. Una volta che gli alleati furono all'interno della cittadella, la guarnigione vietnamita si ritirò fuggendo. Una forza di circa 1000 soldati vietnamiti tentò di contrattaccare, ma l'ammiraglio Charner, dirigendo personalmente l'azione, respinse il loro attacco con le truppe filippine al comando del colonnello Lanzarote. Alle 10 del mattino le bandiere francese e spagnola sventolavano sulla cittadella.

## Occupazione alleata di Saigon, febbraio 1859 – febbraio 1860

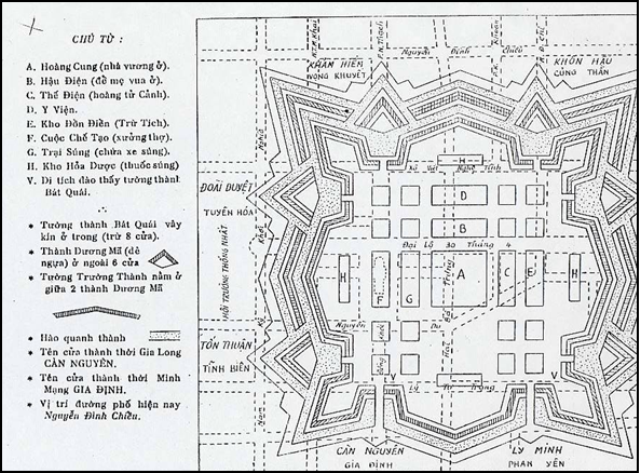
La cittadella di Saigon, costruita dai francesi nel 1790

La cittadella di Saigon era enorme e gli alleati non avevano abbastanza uomini per tenerla saldamente. Rigault de Genouilly decise quindi di farla saltare in aria. L'8 marzo 1859, con l'utilizzo di trentadue mine, la cittadella fu distrutta. L'incendio investì anche i magazzini di riso, che bruciarono per diversi mesi.
Nell'aprile 1859 Rigault de Genouilly tornò a Đà Nẵng con il grosso delle sue forze, lasciando a Saigon solo una piccola guarnigione sotto il comando del capitano di fregata Jauréguiberry, la cui forza consisteva in una compagnia di fanteria di marina francese, una compagnia di fanteria leggera filippina sotto il comando spagnolo, e 400 marinai addetti all'artiglieria francese. Rigault lasciò a Saigon anche la corvetta Primauguet, le cannoniere Avalanche e Dragonne e la nave da trasporto Durance. I francesi, inoltre, ripararono il forte catturato a sud della città in febbraio, trasformandolo in una fortificazione per la guarnigione.
Il 21 aprile 1859 Jauréguiberry lanciò un attacco a sorpresa contro una fortificazione vietnamita che era stata costruita a ovest della città. L'attacco alleato ebbe successo e la postazione vietnamita venne data alle fiamme, ma le perdite alleate furono di 14 morti e 31 feriti su un totale di 800 uomini impegnati nell'azione. Si trattò di una perdita così pesante, in considerazione del numero limitato di uomini a disposizione, che Jauréguiberry non fece ulteriori sortite. La guarnigione franco-spagnola di Saigon si ritirò nella fortificazione a sud della città in attesa del momento opportuno per compiere nuove azioni.

## Assedio di Saigon, marzo 1860 – febbraio 1861

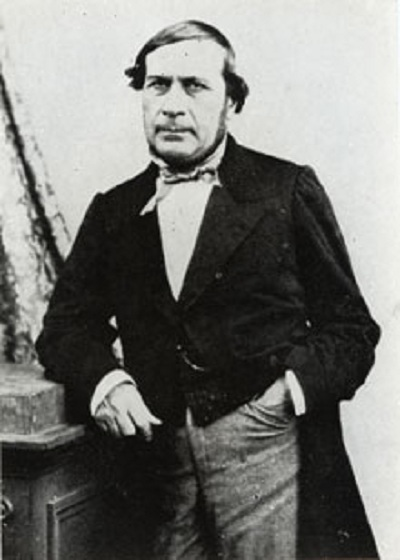
Théogène François Page

La presa di Saigon, pur rappresentando una vittoria per il corpo di spedizione franco-spagnolo, si rivelò problematica come la precedente cattura di Đà Nẵng. Le forze di Jauréguiberry a Saigon erano troppo esigue per avventurarsi all'esterno delle sue difese, mentre la piccola guarnigione francese del capitano Thoyon a Đà Nẵng, ugualmente esigua, era sotto assedio da parte dei vietnamiti. Nel frattempo, l'attenzione del governo francese fu distratta dallo scoppio della seconda guerra d'indipendenza italiana, che impegnava un gran numero di truppe francesi in Italia. Nel novembre 1859 Rigault de Genouilly, le cui azioni in Cochinchina erano state oggetto di severe critiche in Francia, fu sostituito dall'ammiraglio François Page, che fu incaricato di negoziare un trattato che proteggesse la fede cattolica in Vietnam rinunciando a ottenere qualsiasi guadagno territoriale.
I vietnamiti, consapevoli dell'impegno francese in Italia, rifiutarono questi termini moderati e tirarono per il lungo i negoziati, nella speranza che gli alleati si ritirassero dalle posizioni occupate, al fine di limitare le loro perdite. Durante questo periodo, infatti, gli alleati non erano stati in grado di mandare rinforzi alle guarnigioni di Đà Nẵng e di Saigon. Anche se la guerra in Italia finì presto, all'inizio del 1860 i francesi erano impegnati in una guerra con la Cina, e Page dovette mandare altrove la maggior parte delle sue forze per sostenere la spedizione dell'ammiraglio Charner.
Nel marzo del 1860 le forze franco-spagnole a Saigon, composte da 1000 uomini, furono messe sotto assedio da un esercito vietnamita di circa 10000 uomini e dovettero sostenere un assedio di undici mesi. Sempre nel marzo 1860, le forze francesi indebolite da un lungo assedio (settembre 1858 – marzo 1860) abbandonarono Đà Nẵng.
Nell'aprile 1860 Page lasciò la Cocincina per raggiungere Charner a Canton. La difesa di Saigon e della vicina città cinese di Cholon, importante centro commerciale, fu affidata al capitano di vascello Jules d'Ariès, che ebbe come compagno d'armi l'enseigne de vaisseau Henri Rieunier, futuro ammiraglio e ministro della marina. Per presidiare queste due città d'Ariès disponeva solamente di 600 fanti di marina e di 200 soldati spagnoli al comando del colonnello Carlos Palanca y Gutiérrez, supportati dalle corvette Primauguet, Norzagaray e Laplace. Per aumentare questa modesta forza difensiva i francesi armarono un certo numero di giunche adibite al pattugliamento dei fiumi e reclutarono degli ausiliari annamesi e cinesi per partecipare alle pattuglie e presidiare le postazioni avanzate.

## Fine dell'assedio
A seguito alla vittoria anglo-francese nella battaglia di Palikao del 21 settembre 1860, che mise fine alla guerra in Cina, furono inviati a Saigon rinforzi consistenti in 70 navi da guerra, al comando dell'ammiraglio Léonard Charner, e in 3500 soldati, al comando del generale Élie de Vassoigne. La squadra navale di Charner, la più potente forza navale francese vista nelle acque vietnamite prima della creazione della Squadra dell'Estremo Oriente per la guerra franco-cinese (agosto 1884 – aprile 1885), comprendeva le fregate a vapore Impératrice Eugénie e Renommée (le ammiraglie, rispettivamente, di Charner e Page), le corvette Primauguet, Laplace e Du Chayla, undici navi per il trasporto delle truppe, cinque cannoniere di prima classe, diciassette navi da trasporto e una nave ospedale. La squadra era accompagnata da una mezza dozzina di giunche armate acquistate a Macao.
Dopo l'arrivo di questi massicci rinforzi, i francesi furono in grado di sconfiggere i vietnamiti nella battaglia di Kỳ Hòa del 25 febbraio 1861 e di togliere l'assedio alla città.